# ستيوارت ميلنر باري
ستيوارت ميلنر باري (20 سبتمبر 1906 - 25 مارس 1995) هو كان لاعب شطرنج بريطاني ومحلل شفرات أثناء الحرب العالمية الثانية وكان رئيس كوخ 6.